# Цеста (Ајдовшчина)
Цеста (словен. Cesta, итал. Strada) насеље у Випавској долини у општини Ајдовшчина, покрајини Приморска која припада Горишкој регији Републике Словеније. Село се налази у средишњем делу Випавске долине, северно од Випавског Крижа, 3 километра западно од Ајдовшчине. Насеље се налази на надморској висини од 120,4 метра, на површини од 2,75 км², на којој живе 464 становника. Насеље је добило име по путу, који је у праисторији повезивао северне обале Јадранског мора са унутрашњости континента.
Цеста лежи на обе стране регионалног пута Ајдовшчина — Нова Горица. Подељена у три дела, Долења, Средња и Нова вас, који су подељена на мале засеоке, Оливше, Лозице, Отковше, Рибник, Гебен, Јовховно, Боне, Намшкарцо, Петргаловше, Брајдо, Дулано ваас и Миклавше.
Цеста нема више правих сељака, иако многи људи држе домаће животиње: кокоши, козе и свиње. У месту постоје, многе занатлије и предузетници који се баве разним активностима, као што су аутомехамичари, ауто-превознници, фризери, каменоресци, столари, обрађивачи метала, зидари. Насеље има продавнице, ресторане, бар, спортско и дечје игралиште и куглану. Мештани су основали спортско—културно друштво Врнивец. 
Сваке године око 2. јуна одржава се прославе у знак сећања на жртве спаљивања села у Другом светском рату. Месна заједница организује летње забаве уз поток Врнивец. 